# Polska Formuła Easter Sezon 1976
1976 – drugi sezon Polskiej Formuły Easter. Był rozgrywany w ramach WSMP jako klasa 8. Składał się z trzech eliminacji. Mistrzem został Józef Kiełbania (Promot-Rak 67).

## Kalendarz wyścigów
| Runda | Data       | Tor      | Pole position | Najszybsze okrążenie | Zwycięzca (kierowcy) | Zwycięzca (zespoły)         |
| ----- | ---------- | -------- | ------------- | -------------------- | -------------------- | --------------------------- |
| 1     | 23 maja    | Szczecin | ?             | ?                    | Aleksander Oczkowski | Automobilklub Śląski        |
| 2     | 27 czerwca | Poznań   | ?             | ?                    | Otto Bartkowiak      | Automobilklub Śląski        |
| 3     | 5 września | Toruń    | ?             | ?                    | Józef Kiełbania      | Automobilklub Świętokrzyski |

## Klasyfikacja kierowców
| Legenda oznaczeń w tabelach wyników Wyświetl szablon na nowej stronie | Legenda oznaczeń w tabelach wyników Wyświetl szablon na nowej stronie                                                                     |
| Oznaczenie                                                            | Wyjaśnienie |
| --------------------------------------------------------------------- | --- |
| Złoty                                                                 | Zwycięzca lub mistrzostwo |
| Srebrny                                                               | 2. miejsce lub wicemistrzostwo |
| Brązowy                                                               | 3. miejsce lub II wicemistrzostwo |
| Zielony                                                               | Ukończył, punktował (w klasyfikacji generalnej, gdy zdobył co najmniej jeden punkt na przestrzeni sezonu, poza trzema powyższymi opcjami) |
| Niebieski                                                             | Ukończył, nie punktował (w klasyfikacji generalnej, gdy nie zdobył co najmniej jednego punktu na przestrzeni sezonu)                      |
| Czerwony                                                              | Nie zakwalifikował się (NZ) |
| Czerwony                                                              | Nie prekwalifikował się (NPK) |
| Różowy                                                                | Nie ukończył (NU) |
| Różowy                                                                | Niesklasyfikowany (NS) (w klasyfikacji generalnej, gdy nie został sklasyfikowany w żadnym wyścigu sezonu)                                 |
| Czarny                                                                | Zdyskwalifikowany (DK) |
| Czarny                                                                | Wykluczony (WYK/EX) |
| Biały                                                                 | Nie wystartował (NW) |
| Biały                                                                 | Kontuzjowany (K/INJ) |
| Biały                                                                 | Wyścig odwołany (OD/C) |
| Bez koloru                                                            | Został wycofany (WYC/WD) |
| Bez koloru                                                            | Nie przybył (NP/DNA) |
| Bez koloru                                                            | Nie brał udziału w treningach (NT/DNP) |
| Bez koloru                                                            | Nie został zgłoszony (–) |
| Pogrubienie                                                           | Start z pole position |
| Kursywa                                                               | Najszybsze okrążenie wyścigu |
| †                                                                     | Nie ukończył, ale jego rezultat został zaliczony ze względu na przejechanie więcej niż 90% dystansu wyścigu.                              |
| *                                                                     | Sezon w trakcie |
| 1/2/3                                                                 | Punktowana pozycja w sprincie kwalifikacyjnym                                                                                             |
| Lista systemów punktacji Formuły 1                                    | |

| Poz. | Kierowca             | Zespół                      | SZC | POZ | TOR | Punkty |
| ---- | -------------------- | --------------------------- | --- | --- | --- | ------ |
| 1    | Józef Kiełbania      | Automobilklub Świętokrzyski | 2   | 2   | 1   | 142    |
| 2    | Stefan Jagielski     | Automobilklub Warszawski    | 3   | 8   | 3   | 123    |
| 3    | Ryszard Kopczyk      | Automobilklub Wielkopolski  | 6   | 4   | 4   | 121    |
| 4    | Witold Wróbel        | Automobilklub Świętokrzyski | 8   | 6   | 5   | 116    |
| 5    | Maciej Bogusławski   | Automobilklub Warszawski    | 11  | 5   | 6   | 113    |
| 6    | Stefan Duda          | Automobilklub Warszawski    | 10  | 14  | 11  | 100    |
| 7    | Aleksander Oczkowski | Automobilklub Śląski        | 1   | -   | 2   | 96     |
| 8    | Otto Bartkowiak      | Automobilklub Śląski        | 7   | 1   | -   | 88     |
| 9    | Lech Jaworowicz      | Automobilklub Warszawski    | 4   | -   | 10  | 76     |
| 10   | Jacek Szmidt         | Automobilklub Toruński      | 9   | -   | 7   | 74     |
| 11   | Zdzisław Łagan       | Automobilklub Świętokrzyski | -   | 12  | 8   | 70     |
| 12   | Marcin Biernacki     | Automobilklub Warszawski    | -   | 3   | -   | 43     |
| 13   | Antoni Banaszak      | Automobilklub Wielkopolski  | 5   | -   | -   | 40     |
| 14   | Jerzy Zdunek         | Automobilklub Kielecki      | -   | 7   | -   | 38     |
| 15   | Wiesław Mikołajczyk  | Automobilklub Śląski        | -   | 9   | -   | 36     |
| 15   | Janusz Zdrojewski    | Automobilklub Warszawski    | -   | -   | 9   | 36     |
| 17   | Józef Gutmacher      | Automobilklub Szczeciński   | -   | 10  | -   | 35     |
| 18   | Jerzy Sobczyk        | Automobilklub Śląski        | -   | 11  | -   | 34     |
| 19   | Andrzej Ptak         | Automobilklub Szczeciński   | -   | 13  | -   | 32     |